# Danza Morris

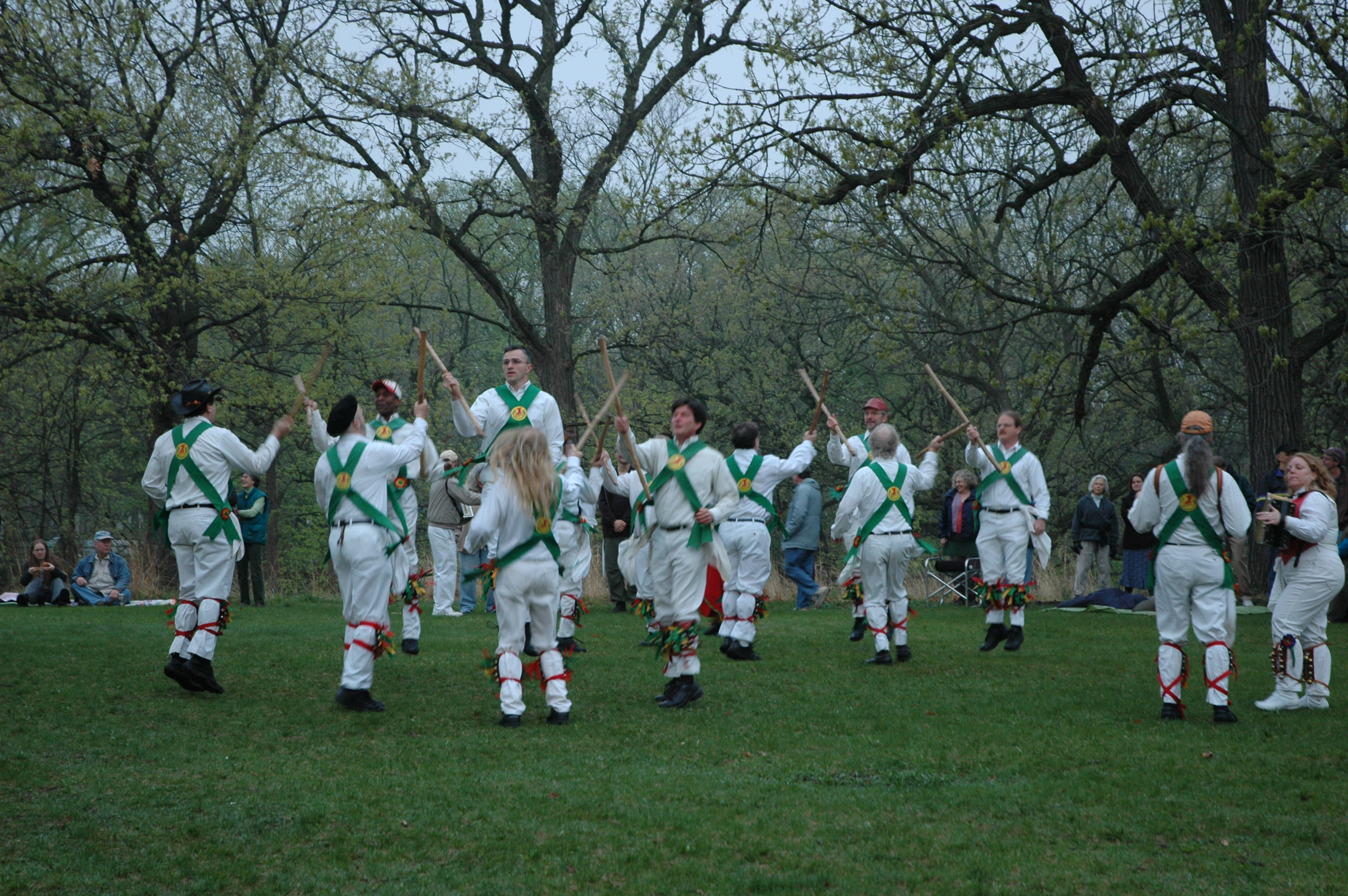
Bailarines de danza Morris con palos.

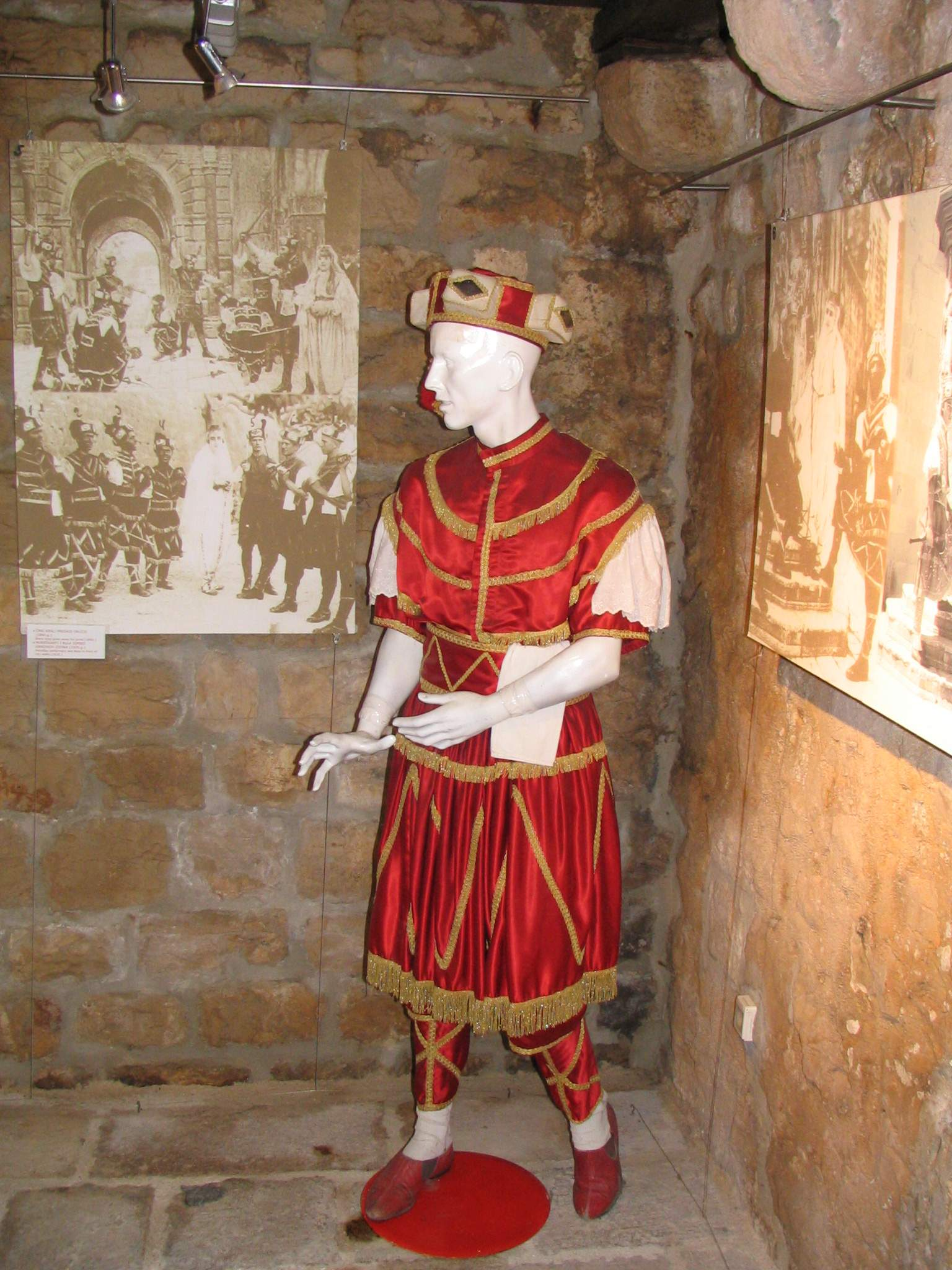
Moreška in Croacia

La danza Morris (Morris dance en inglés) es una danza tradicional inglesa, acompañada por música, que formaba parte antes de las procesiones y otras fiestas que celebraban alrededor del mes de mayo. Se basa en un andar rítmico y en la ejecución de figuras coreografiadas de un grupo de bailarines. Se implementa con palos, espadas o pañuelos, aunque también puede ser ejecutada sin estos elementos. 

## Orígenes
Hay demasiada controversia respecto a la antigüedad de este estilo de baile, algunos alegan que los registros de danza morris se remontan a 1448. Otros, le asignan un origen berberisco y así el nombre derivaría de "moorish dance" ("danza morisca" en español), que podría derivar a Morris Dance. Otra explicación más simple es que "Morris" proviene del término
latín mores que significa "vestido".
Se vincula con las moresques descritas por Thoinot Arbeau en su Orchésographie en 1589 y, en particular, a las danzas de los căluş arii rumanos y rusalii macedonios.
Bailes con nombres similares y algunas características similares se mencionan en los documentos del Renacimiento en Francia, Italia, Alemania, Croacia y España, a lo largo, de hecho, la Europa católica. Antes de la Guerra Civil Inglesa, las clases trabajadoras y rurales, tomaron parte en la danza, que hasta el momento estaba arraigada solo en las clases altas. Desde ese momento la danza Morris comenzó a ganar popularidad y se crearon grupos adherentes en todo el Reino Unido. Es practicado actualmente en Inglaterra como parte de festejos tradicionales, como así también en casi la totalidad de los países de cultura anglosajona. Hoy en día, es comúnmente pensado como una actividad únicamente inglesa, aunque hay cerca de 150 grupos que practican dicha danza en los Estados Unidos. Expatriados británicos forman parte de la tradición morris en Australia, Canadá, Nueva Zelanda y Hong Kong, y hay grupos aislados en otros países, por ejemplo, Utrecht, Países Bajos y Francia.

## Estilos

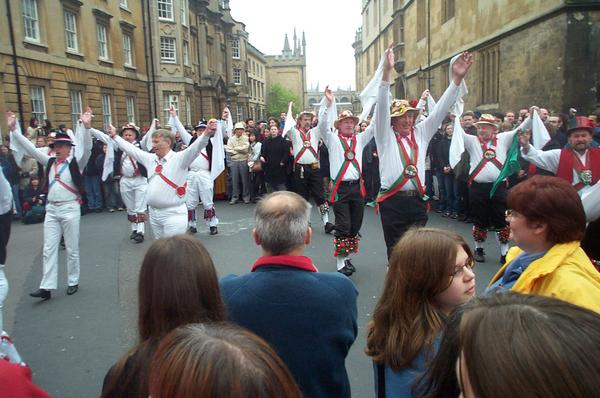
Bailarines de danza Morris con pañuelos.

Actualmente hay varios estilos diferenciados de Morris:
- Cotswold.
- North West.

- Border.
- Longsword dancing.
- Rapper.
- Molly Dancing.